# 메농그
메농그(포르투갈어: Menongue)는 앙골라의 도시로, 쿠안두쿠방구주의 주도이며 인구는 약 19,000명이다. 모사메드스와 연결되는 철도의 종점이다.